# Guerres moscovito-lituanes
Les Guerres moscovito-lituanes (també conegudes com a guerres russolituanes, o simplement guerres moscovites o guerres lituanes) van ser una sèrie de guerres entre el Gran Ducat de Lituània, aliat amb el Regne de Polònia, i el Gran Ducat de Moscou, que després es convertiria en el Tsarat Rus. Després de diverses derrotes a mans d'Ivan III i Basili III de Moscou, els lituans van confiar cada vegada més en l'ajuda polonesa, que finalment es va convertir en un factor important en la creació de la Confederació de Polònia i Lituània. Abans de la primera sèrie de guerres del segle xv, el Gran Ducat de Lituània controlava vasts trams de terra de l'Europa de l'Est, des de Kíev fins a Mojaisk, després del col·lapse de la Rus de Kíev després de les Conquestes mongoles. Al llarg de les guerres, particularment al segle xvi, els moscovites van expandir el seu domini cap a l'oest, prenent el control de molts principats.

## Primera guerra (1492–1494)
Ivan III de Moscou es considerava hereu del caigut Imperi Romà d'Orient i defensor de l'Església Ortodoxa. Es va proclamar sobirà de tota la Rússia i va reclamar drets patrimonials sobre les antigues terres de la Rus de Kíev. Aquestes ambicions van conduir al creixement constant del territori i el poder moscovites. La supremacia de l'Horda d'Or va acabar el 1480 amb la derrota d'Ahmed Khan bin Küchük al Gran xoc al riu Ugra. Moscou va estendre la seva influència al Principat de Riazan el 1456, va annexionar la República de Novgorod el 1477 i va annexionar el Principat de Tver el 1483. Altres objectius expansionistes d'Ivan III van xocar amb els interessos lituans.
Entre 1486 i 1487 els territoris fronterers amb Gran Ducat de Lituània a la part alta del riu Oka van ser atacats pel Gran Ducat de Moscou i el seu aliat Meñli I Giray, Khan de Crimea, i les tensions van continuar augmentant. L'agost de 1492, sense declarar la guerra, Ivan III va iniciar grans accions militars capturant i cremant Mtsensk, Lyubutsk, Serpeysk i Meshchovsk i va atacar Mosalsk i el territori dels ducs de Viazma. Els nobles ortodoxos van començar a canviar de bàndol a Moscou, ja que prometia una millor protecció contra les incursions militars i la fi de la discriminació religiosa que practicaven els catòlics lituans. Ivan III va declarar oficialment la guerra el 1493 i Alexandre I Jagelló, va enviar una delegació a Moscou per negociar un tractat de pau, signat el 5 de febrer de 1494 i que va suposar les primeres pèrdues territorials lituanes per a Moscou: el Principat de Viazma i una regió considerable a la part alta del riu Oka. Un dia abans de la confirmació oficial del tractat, Alexandre va ser promès amb Helena Ivanovitx, filla d'Ivan.

## Segona guerra (1500–1503)

Campanyes militars de 1500

Amb el pretext de la suposada intolerància religiosa cap als ortodoxos a la cort lituana, Ivan III de Moscou va renovar les hostilitats el maig de 1500 aprofitant que Polònia i Hongria s'havien embarcat en una campanya contra l'Imperi Otomà i no podrien ajudar Lituània. Els moscovites van superar ràpidament les fortaleses lituanes de Bryansk, Vyazma, Dorogobuzh, Toropets i Putyvl. Els nobles locals, particularment els Vorotynskys, sovint es van unir a la causa moscovita. Un altre atac va venir del sud-est al voivodat de Kíev, Volhynia i Podolia. El 14 de juliol de 1500, els lituans van patir una gran derrota a la batalla de Vedrosha, i el gran hetman lituà Konstanty Ostrogski va ser capturat. La derrota va ser un dels motius de la proposta de la Unió de Mielnik entre Polònia i Lituània. El novembre de 1501, els lituans van ser derrotats de nou a la batalla de Mstislavl. Meñli I Giray, Khan de Crimea va destruir l'Horda d'Or, un aliat lituà, quan la seva capital Nova Sarai va ser conquerida el 1502.
El juny de 1501 Joan I de Polònia va morir deixant al seu germà Alexandre I Jagelló, gran duc de Lituània, com el candidat més fort al tron polonès, al que es va postular, i per contrarestar les acusacions religioses va intentar establir una unió eclesiàstica entre catòlics i ortodoxos tal com es va preveure al Concili de Florència en la qual els ortodoxos conservarien les seves tradicions, però acceptarien el papa com el seu sobirà espiritual. El metropolità de Kíev i tots els rus van acceptar aquest acord, però Helena va protestar. Els nobles polonesos, inclosos el bisbe Erazm Ciołek i el cardenal Frederic Jagelló, van demanar el divorci reial. Quan les forces lituanes van arribar a la regió, les forces moscovites van haver de moure’s lentament. L'Orde Livonià, dirigit per Wolter von Plettenberg, es va unir a la guerra com a aliat lituà guanyant la batalla del riu Siritsa l'agost de 1501, assetjant Pskov i guanyant la batalla del llac Smolino el setembre de 1502. El 1502, Ivan va organitzar una campanya per capturar Smolensk amb una estratègia deficient i artilleria insuficient i la ciutat va resistir el setge. Les negociacions de pau van començar a mitjan 1502. Alexandre va demanar a Vladislau II de Bohèmia que actués com a mediador i es va concloure una treva de sis anys el 1503. El Gran Ducat de Lituània va perdre un terç del seu territori (Chernihiv, Novhorod-Siverskyi, Starodub i terres al voltant del riu Oka superior) i van reconèixer el títol d'Ivan, sobirà de tota Rússia.

## Tercena guerra (1507–1508)
Alexandre I Jagelló va morir en 1506. Basili III de Moscou, que va succeir al seu pare Ivan el 1505 va postular-se al tron polonès, però els nobles polonesos van triar Segimon el Vell, que va ser coronat rei de Polònia i gran duc de Lituània. El 1507, Segimon va enviar enviats a Moscou per demanar la devolució dels territoris adquirits per la treva de 1503 i al mateix temps, Meñli I Giray va trencar la seva aliança amb Moscou a causa de la seva campanya contra Kazan. Sigismund I va rebre una factura pels territoris moscovites de Novgorod, Pskov i Ryazan.
La guerra es va relacionar amb una rebel·lió del mariscal Mykolas Glinskis, favorit d'Alexandre i home d'oportunitats, però que no va contar amb el favor de Seguimon. Jan Zabrzeziński, voivoda de Trakai i antic oponent polític de Glinki, va acusar Glinski de traïció dient que Glinski va enverinar Alexandre amb ambicions de convertir-se ell mateix en rei. Glinski va organitzar una rebel·lió, va assassinar Zabrzeziński el febrer de 1508 i es va declarar defensor de la fe ortodoxa, tot i ser catòlic d'origen mongol. La rebel·lió, malgrat les seves pretensions de protegir els drets dels ortodoxos, no va ser recolzada per la població i no es va estendre i els seus seguidors van atacar sense èxit el Castell de Kaunas en un intent d'alliberar Xaikh Ahmad, Khan deposat de la Gran Horda. Glinski es va establir a Turov i es va posar en contacte amb Basili i va començar a retirar-se cap a Moscou, intentant capturar Minsk, Slutsk, Mstsislaw i Krychaw, i només va aconseguir prendre Mazyr. A prop d'Orsha, es va unir a les forces moscovites però va ser derrotat pel Gran Hetman de Lituània Konstanty Ostrogski. La guerra va acabar amb el inconclusiu "tractat de pau etern" el 8 d'octubre de 1508, que va mantenir els acords territorials de la treva de 1503.

## Quarta guerra (1512–1522)
Malgrat el tractat de pau, la relació entre els dos països es va mantenir tensa. Segimon el Vell va exigir l'extradició de Mykolas Glinskis per a ser jutjat i va contractar Meñli I Giray per atacar el Gran Ducat de Moscou, mentre que Basili III de Moscou exigia un millor tracte a la seva germana vídua. Albert I de Prússia es va convertir en el Gran Mestre de l'Orde Teutònic i no estava disposat a reconèixer la sobirania de Polònia tal com exigia la Segona Pau de Torun de 1466. La tensió va acabar donant lloc a la guerra poloneso-teutònica (1519-1521) i Maximilià I del Sacre Imperi Romanogermànic es va aliar amb Basili.
El desembre de 1512, Moscou va envair Lituània intentant capturar Smolensk, fracassant en dos setges en 1513 i la ciutat va caure el juliol de 1514, quedant com a vicegerent el príncep Vasily Nemoy Shuysky, enfurismant a Glinskis, que va amenaçar de tornar al bàndol de Segimon, però va ser empresonat pels russos. El 1512, el Gran Hetman de Lituània, Konstanty Ostrogski, va assolar Severia i va derrotar una força russa de 6.000 homes, i el 8 de setembre de 1514, els russos van patir una important derrota a la batalla d'Orša, però malgrat la seva victòria no van poder recuperar Smolensk. El 1518, les forces russes van ser derrotades en el setge de Polotsk. Els russos van tornar a envair Lituània el 1519, atacant Orsha, Mogilev, Minsk, Vitebsk i Polotsk, i cap al 1521, Segimon havia derrotat Albert I de Prússia i s'havia aliat amb Kazan i Crimea contra Moscou. Meñli I Giray va atacar el principat de Moscou sent derrotat, i les tropes lituanes dirigides per Dashkovich van participar en l'atac i van intentar prendre Ryazan. El 1522 es va signar una treva de cinc anys, sense intercanvi de presoners i Rússia conservava el control de Smolensk. La treva es va ampliar posteriorment fins al 1534.
La disputa l'Orde Teutònic i Polònia va continuar amb l'emperador Carles V i a altres prínceps, però com que no es va arribar a cap acord, Albert va continuar els seus esforços per obtenir ajuda de cara a la renovació de la guerra. Amb aquest propòsit va visitar la Dieta de Nuremberg el 1522, on va conèixer el reformador Andreas Osiander, per la influència del qual Albert es va convertir al luteranisme i va esdevenir el primer duc del Ducat de Prússia, l'estat secularitzat, successor de l'Estat monàstic dels Cavallers Teutònics. Va ser el primer polític europeu que establí el luteranisme com a religió d'estat i va contribuir molt a la dispersió de les idees del protestantisme.

## Cinquena guerra (1534–1537)
A la mort de Basili III de Moscou el 1533, el seu fill i hereu, Ivan IV, tenia només tres anys. La seva mare, Elena Glinskaya, va actuar com a regent i va participar en les lluites de poder. El monarca polonès-lituà va decidir aprofitar la situació i va exigir el retorn dels territoris conquerits per Basili, i a l'estiu de 1534, el gran hetman Jerzy Radziwiłł i els tàtars van devastar la zona al voltant de Txernigov, Novgorod Seversk, Radogoshch, Starodub i Briansk. L'octubre de 1534, un exèrcit moscovita comandat pel príncep Ovchina-Telepnev-Obolensky, el príncep Nikita Obolensky i el príncep Vasily Shuisky va envair Lituània, avançant fins a Vilnius i Naugardukas, i va construir una fortalesa al llac Sebezh l'any següent, abans de ser aturat. L'exèrcit lituà dirigit per l'hetman Radziwill, Andrei Nemirovich, l'hetman polonès Jan Tarnowski i el semen Belsky van llançar un poderós contraatac i van prendre Gomel i Starodub.
El 1536, la fortalesa de Sebezh va derrotar les forces lituanes de Nemirovich quan van intentar assetjar-la, i els moscovites van atacar Liubech, van arrasar Vitebsk i van construir fortaleses a Velizh i Zavoloche. Lituània i Rússia van negociar una treva de cinc anys, sense intercanvi de presoners, en què Homel quedava fora del control reial, mentre que els moscovites mantenien Sebezh i Zavoloche.

## Guerra de Livònia
El 1547, el Gran Ducat de Moscou es transformar en el Tsarat de Rússia, amb el coronament d'Ivan IV de Rússia com a tsar, que volia reunir les terres ètnicament rutenes de l'antic Rus de Kíev, aliant-se amb altres potències al voltant del Bàltic en la guerra de Livònia.
Ivan IV va considerar el tractat de Pozvol, que posava la confederació de Livònia sota la protecció de la Unió de Polònia-Lituània com a casus bellien contravenir la treva entre Livònia i Rússia de 1554 per la què Livònia va acordar no entrar en aliança amb Polònia i Lituània. Ivan va envair Livònia en 1558, que va patir una derrota decisiva a mans de les tropes del Gran Ducat de Moscou durant la batalla d'Ergeme del 1560 i l'orde va sol·licitar la protecció de Segimon II August. El 1561, l'últim mestre de l'Orde de Livònia, Gotthard Kettler, pel Tractat de Vílnius va secularitzar i dissoldre l'orde i es convertí al luteranisme, i Rússia i Polònia-Lituània van signar una treva d'un any.

Mapa de les campanyes a Livonia, 1558–1560

El bisbe Johann von Münchhausen va vendre el bisbat d'Ösel-Wiek en 1559 Frederic II de Dinamarca, i aquest va intentar mediar una pau a la regió, nomenant com a bisbe al seu germà Magnus de Holstein, qui va seguir immediatament els seus propis interessos, comprant el bisbat de Curlàndia sense el consentiment de Frederic i intentant expandir-se a Harju i Virumaa, però Eric XIV les va incorporar a Suècia formant el ducat d'Estònia, com també ho feu Reval, precipitant la Guerra Nòrdica dels Set Anys. Segimon II August va mantenir estretes relacions amb el germà d'Eric XIV, Joan, duc de Finlàndia, i l'octubre de 1562 Joan es va casar amb Caterina Jagelló la germana de Segimon, impedint així que es casés amb Ivan IV de Rússia. Eric va aprovar el matrimoni però es va molestar quan Joan va prestar a Segimon 120.000 dalers i va rebre set castells de Livònia com a garantia. Aquest incident va provocar la captura i la presó de Joan a l'agost de 1563 en nom d'Eric XIV, amb la qual cosa Segimon es va aliar amb Dinamarca i Lübeck contra Eric XIV l'octubre del mateix any.
La intervenció de Dinamarca-Noruega, Suècia i Polònia-Lituània a Livònia va iniciar un període de guerra pel control del Bàltic, lliurada a l'oest i sud d'Escandinàvia amb importants batalles navals, amb un primer anys de guerra intensa, seguit per un període de baixa intensitat entre 1562 i 1570, quan es van intensificar de nou. Les disputes van acabar el 1570 amb el Tractat de Stettin, que va convertir Dinamarca en la potència suprema i dominant del nord d'Europa, però no va aconseguir restaurar la Unió de Kalmar. Les condicions desfavorables per a Suècia van provocar una sèrie de conflictes que només van acabar amb la Gran Guerra del Nord el 1720. Suècia va acordar lliurar les seves possessions a Livònia a canvi d'un pagament per part de Maximilià II del Sacre Imperi Romanogermànic però no va pagar la compensació promesa i va perdre la seva influència en els assumptes bàltics. Els termes del tractat sobre Livònia van ser ignorats i la guerra de Livònia va reprendre's. Des del punt de vista d'Ivan, el tractat va permetre als poders implicats formar una aliança contra ell, un cop ja no lluitaven entre ells.

### 1570–1577: Dominació russa i regne de Livònia
A principis de la dècada de 1570, Joan III de Suècia es va enfrontar a una ofensiva russa sobre les seves posicions a Estònia. Reval va resistir un setge rus el 1570 i el 1571 i diverses places més petites van ser preses per les forces russes. L'avanç rus es va concloure amb el saqueig de Weissenstein el 1573, on, després de la seva captura, les forces d'ocupació van cremar vius alguns dels líders de la guarnició sueca, inclòs el comandant desencadenant una campanya de represàlia de Joan des de Wesenberg. També hi va haver incursions russes a Finlàndia arribant a Helsingfors el 1572, i es va signar una treva de dos anys en aquest front el 1575. Entretant Magnus assetjà Reval, controlat per Suècia sense el suport ni del germà d'Ivan IV de Rússia ni de Frederic II de Dinamarca el va abandonar el març de 1571, amb el que es va intensificar l'acció sueca al Bàltic, amb el suport passiu de Segimon II August. Al mateix temps, els tàtars del Kanat de Crimea van devastar els territoris russos i van cremar i saquejar Moscou en 1571 durant les Guerres russo-crimeanes. La sequera i les epidèmies havien afectat fatalment l'economia russa i l'Oprítxnina havia alterat profundament el govern. Després de la derrota de les forces de Crimea i Horda de Nogai el 1572, l'oprichnina va ser enderrocada i va canviar també la forma de formar els exèrcits russos, introduint una nova estratègia a base de desenes de milers de tropes autòctones, cosacs i tàtars, en lloc d'uns pocs milers de soldats hàbils i mercenaris, com era la pràctica dels seus adversaris.
La contraofensiva de Joan es va estancar al setge de Wesenberg el 1574, quan les unitats alemanyes i escoceses de l'exèrcit suec es van revoltar. La guerra suposava una gran càrrega financera per a Suècia i, a finals de 1573, als mercenaris alemanys de Suècia se'ls devien 200.000 dalers. Joan els va donar els castells de Hapsal, Leal i Lode com a garantia, però quan no va pagar els van vendre a Dinamarca.
La campanya d'Ivan va arribar al seu apogeu quan uns altres 30.000 soldats russos van travessar a Livònia el 1577 i van devastar les zones daneses en represàlia per l'adquisició danesa de Hapsal, Leal i Lode, acabant amb la influència danesa a Livònia quan Frederic II va acordar amb Suècia i Polònia acabar amb la participació danesa en la guerra. Les forces sueques van ser assetjades a Reval i la Livònia central fou atacada fins a Dünaburg, formalment sota control polonès-lituà des del Tractat de Vilnius de 1561. Els territoris conquerits es van sotmetre a Ivan o a Magnus, declarat monarca del Regne de Livònia el 1570, i que va desertar d'Ivan IV el mateix any després d'haver començat a apropiar-se de castells sense consultar al tsar. Quan Kokenhusen es va lliurar a Magnus per evitar combatre l'exèrcit d'Ivan IV, el tsar va saquejar la ciutat i va executar els comandants alemanys. La campanya es va centrar llavors en Wenden, "el cor de Livònia", que com a antiga capital de l'orde livonià no només tenia una importància estratègica, sinó també un símbol de Livònia mateixa.

### 1577–1583: Derrota russa
El 1576, el príncep transsilvà Stefan Batory es va convertir en rei de Polònia i gran duc de Lituània després d'una disputada elecció al tron conjunt polonès-lituà contra l'emperador Maximilià. Tant la promesa de Batory, Anna Jagelló com Maximilià II, havien estat proclamats elegits al tron el desembre de 1575, amb tres dies de diferència; Batory tenia l'oposició de Danzig, que va resistir l'adhesió de Batory amb el suport danès, però la mort de Maximilià en 1576 va evitar que el conflicte escalés. El setge de Danzig de 1577 va acabar quan Batory va concedir nous drets autònoms a la ciutat a canvi d'un pagament de 200.000 zloty, i per 200.000 zloty més, va nomenar al Hohenzollern George Frederick de Brandenburg-Ansbach com a administrador de Prússia i va obtenir el suport militar d'aquest últim en la planificada campanya contra Rússia. Batory va rebre uns pocs soldats dels seus vassalls polonesos i es va veure obligat a reclutar mercenaris, principalment polonesos, hongaresos, bohemis, alemanys i valacs.
Joan III de Suècia i Stefan Batory es van aliar contra Ivan IV de Rússia el desembre de 1577. Polònia també va reivindicar tota Livònia, sense acceptar el domini suec de cap part, i els 120.000 dalers prestats el 1562 encara no havien estat amortitzats, malgrat les millors intencions de Segimon II August de solucionar-ho. Al novembre, les forces lituanes que es dirigien cap al nord havien capturat Dünaburg mentre una força polonès-sueca va prendre la ciutat i el castell de Wenden a principis de 1578. Les forces russes no van poder recuperar la ciutat al febrer, un atac seguit d'una ofensiva sueca, dirigida a Pernau (Pärnu), Dorpat i Novgorod, entre d'altres. Al setembre, Ivan va respondre enviant un exèrcit de 18.000 homes, que van recuperar Oberpahlen (Põltsamaa) de Suècia i després van marxar cap a Wenden. A la seva arribada a Wenden, l'exèrcit rus va assetjar la ciutat, però va ser trobat per una força de socors d'uns 6.000 soldats alemanys, polonesos i suecs. En la següent batalla de Wenden, les baixes russes van ser greus amb armament i cavalls capturats, deixant a Ivan IV amb la seva primera derrota greu a Livònia.

Campanya de Livònia de Stefan Batory, en negreta la frontera cap al 1600

Batory va accelerar la formació dels hússars, una nova tropa de cavalleria ben organitzada que va substituir la lleva feudal, va millorar un sistema d’artilleria ja eficaç, i va reclutar cosacs, reunint 56.000 soldats, 30.000 d'ells lituans per al seu primer assalt a Rússia a Polotsk, com a part d'una campanya més àmplia. Amb les reserves d'Ivan a Pskov i Novgorod per protegir-se d'una possible invasió sueca, la ciutat va caure el 30 d'agost de 1579. Batory va nomenar Jan Zamoyski, per dirigir una força de 48.000, d'ells 25.000 lituans, contra la fortalesa de Velikie Luki que va capturar el 5 de setembre de 1580. Sense resistència significativa les guarnicions de Sokol, Velizh i Usvzat van caure ràpidament i el 1581, la força va assetjar Pskov, una fortalesa ben fortificada i molt defensada. El suport financer del parlament polonès estava caient, i Batory no va aconseguir atreure les forces russes a Livònia cap a camp obert abans de l'inici de l'hivern. Sense adonar-se que l'avanç polonès-lituà estava a la baixa, Ivan va signar la Pau de Iam Zapolsk.
El fracàs del setge suec de Narva el 1579 va conduir al nomenament de Pontus De la Gardie com a comandant en cap, que va prendre les ciutats de Kexholm i Padise el 1580, i el 1581, simultàniament a la caiguda de Wesenberg, un exèrcit mercenari contractat per Suècia va recuperar la ciutat estratègica de Narva usant la considerable flota de Suècia i en represàlia per les anteriors massacres russes, 7.000 russos van ser assassinats segons la crònica contemporània de Russow. La caiguda de Narva va ser seguida per les d'Ivangorod, Jama i Koporye, deixant Suècia content amb els seus guanys a Livònia.

### Treves de Jam Zapolski i Plussa
Les negociacions dirigides pel legat papal jesuïta Antonio Possevino van donar lloc a la Pau de Iam Zapolsk de 1582, una humiliació per al tsar que va sol·licitar la treva. Segons l'acord, Rússia cediria totes les zones de Livònia que encara mantenia i la ciutat de Dorpat a la Confederació de Polònia i Lituània que a més retindria Polotsk. Els territoris suecs capturats, concretament Narva serien retinguts pels russos i Velike Luki seria retornat del control de Batory a Rússia. L'armistici, que no va aconseguir un acord de pau total, havia de durar deu anys i es va renovar dues vegades, el 1591 i el 1601. Batory va fracassar en els seus intents de pressionar Suècia perquè renunciés als seus guanys a Livònia, particularment a Narva.
Després d'una decisió de Joan III de Suècia, la guerra amb Rússia va acabar quan el tsar va concloure la treva de Plussa amb Suècia el 10 d'agost de 1583 per la que Rússia va renunciar a la major part d'Íngria, deixant Narva i Ivangorod també sota control suec. Originalment previst que durés tres anys, la treva ruso-sueca es va estendre més tard fins al 1590.